# Slice (Musik)
Slice (englisch für Stück, Scheibe) bezeichnet im Kontext elektronischer Musik den Abschnitt eines Samples. 
Slices werden meist bei der Arbeit mit Schlagzeug-Samples eingesetzt, die durch ständige Wiederholung einen kontinuierlichen Grundrhythmus liefern (so genannte Drumloops). 
Drumloops haben eine zunächst einmal starre Geschwindigkeit. Häufig taucht das Problem auf, dass man einen Drumloop in einem Musikstück einsetzen möchte, dessen Geschwindigkeit von der des Drumloops abweicht. Hierzu bietet es sich an, den Drumloop so in Einzelteile zu zerschneiden, dass jedes dieser Einzelteile – eben jedes Slice – einen Schlag repräsentiert. Dann kann man innerhalb gewisser Grenzen das Tempo des Drumloops abwandeln, ohne dass sich der Klangeindruck ändert, indem man die Slices auseinander- oder zusammenrückt. Ein weiterer Vorteil dieser Methode ist, dass sich durch die Arbeit mit Slices Variationen des Drumloops erzeugen lassen: indem man die Abfolge der Slices, ihre Häufigkeit etc. verändert.
Eine Reihe von Computerprogrammen unterstützen die Arbeit mit Slices, indem sie Samples automatisch in Slices aufteilen und die beim Auseinanderrücken der Slices entstehenden Lücken passend füllen. Zu den ersten Programmen dieser Art zählte ReCycle von Propellerhead Software; unterdessen sind eine Reihe dieser so genannten Beatslicer erhältlich.